# Jamataka
Jamataka – wieś w Botswanie w dystrykcie Central. Według spisu ludności z 2011 roku wieś liczyła 650 mieszkańców.